# IPodLinux

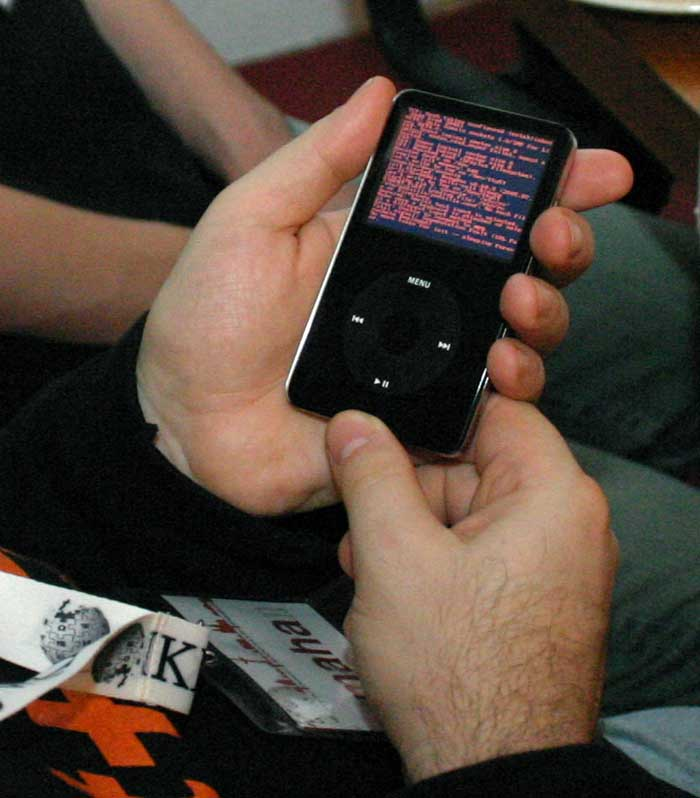
iPodLinux iniciando.

iPodLinux es un proyecto basado en µCLinux en el cual han logrado instalar en el reproductor portátil de Apple, iPod, el sistema operativo GNU/Linux. 
La interfaz usada para el proyecto es llamada podzilla y está basada en la interfaz original del dispositivo.
Algunas de las prestaciones más importantes del iPodLinux son:
- Una interfaz similar al iPod original de Apple.
- Reproducción de video con sonido.
- Soporte para formatos AAC, MP3 y reproducción básica de formato OGG.
- Una gran cantidad de juegos incluyendo TuxChess, Bluecube (un clon del Tetris), Chopper, StepMania (un clon del Dance Dance Revolution) y muchos más.
- Grabación de audio con mayor calidad que el de su par de Apple.
- La capacidad para ejecutar los juegos Doom (versiones uno y dos) y así como también los juegos de la Nintendo Game Boy, Nintendo Game Boy Advance, Sega Genesis, SNES, SCUMM, etc.

## Soporte
El proyecto soporta los reproductores de primera, segunda y tercera generación de iPod, mientras que todavía están en posibilidad de instalación pero a prueba las generaciones cuarta y quinta, iPod Mini de primera y segunda generación, Photo, Color e iPod Nano.
También incluye un reproductor de video, el cual fue lanzado meses antes de que Apple presentara su Video iPod.
Podzilla2, la segunda generación de podzilla, y comúnmente conocida como pz2
Ipod Linux no es compatible con iPod touch o iPhone (dispositivos iOS) porque ellos no tienen Rueda de click o rueda de desplazamiento pero con el Jalibreak se logra instalarlo
Tampoco o con el iPod nano 2g y posterior,ipod classic 6g